# Horst Forchmann
Horst Forchmann (* 13. Oktober 1905 in Kattowitz, Oberschlesien; † 18. Februar 1988 in Brühl (Rheinland)) war ein deutscher Bergingenieur im Rheinischen Braunkohlerevier.

## Leben
Forchmann immatrikulierte sich an der Schlesischen Friedrich-Wilhelms-Universität für Rechts- und Staatswissenschaften. Im Sommersemester 1924 wurde er im Corps Marcomannia Breslau aktiv. Nach der Inaktivierung wechselte er zum Bergfach und zur Technischen Hochschule Breslau. Die Prüfung zum Bergdiplom bestand er nach kurzer Zeit mit Prädikat. Nachdem er zunächst im Steinkohlenbergbau gearbeitet hatte, bewarb er sich bei der Rheinischen AG für Braunkohlenbergbau und Brikettfabrikation. 1935 bei der Roddergrube angestellt, musste er seine Laufbahn von der Pike auf beginnen. Im Zweiten Weltkrieg war er unter schwierigsten Bedingungen Betriebsführer. Ab 1945 war er Vorstandsmitglied der Braunkohlen- und Brikettwerke Roddergrube AG. Die North German Coal Control (1946–1948) der Britischen Besatzungszone ernannte ihn 1947 zum Generaldirektor der Braunkohlen- und Brikettwerke Roddergrube AG. Ab 1952 war er Arbeitsdirektor sowie Vorstandsmitglied der Braunkohlen- und Brikettwerke Roddergrube AG. 1961 wurde er Vorstandsmitglied der Rheinischen Braunkohlenwerke Aktiengesellschaft (heute RWE Power). 1971 trat er in den Ruhestand. Beerdigt ist er auf dem Melaten-Friedhof in Köln.

## Werke
- Entwicklungstendenzen des westdeutschen Braunkohlebergbaues. Braunkohle 3 (1951), S. 38–48.

## Ehrungen
- Verdienstorden der Bundesrepublik Deutschland, Großes Bundesverdienstkreuz (1972)[7]
- Ehrencorpsburch der Marcomannia Breslau (1987)